# Desmognathus fuscus
Desmognathus fuscus é uma espécie de salamandra da família Plethodontidae.
Pode ser encontrada nos seguintes países: Canadá e Estados Unidos da América.
Os seus habitats naturais são: florestas temperadas, rios, rios intermitentes e nascentes de água doce.